# Дмитровский кремль
Дмитровский кремль — частично сохранившаяся древнерусская крепость XII века в городе Дмитров, расположенном севернее Москвы. Резиденция удельных князей Дмитрова. На территории кремля размещается
музей-заповедник «Дмитровский кремль». Экспозиция состоит из остатков крепостного вала и рва, Успенского собора начала XVI века, ряда зданий XIX—XX века, воссозданных Никольских ворот.

## История
Дмитровское укрепление, согласно летописи, основано как пограничная крепость князем Юрием Долгоруким на месте более древнего славянского поселения в 1154 году. Город получил своё название в честь рождённого здесь сына Долгорукого — Дмитрия, будущего князя Всеволода Большое Гнездо. Сохранившийся вал длиной 990 метров и высотой от 7 до 9 метров был окончательно сформирован, в период с середины XII по конец XIII века.
До существования города в X—XI веках на возвышенном (сухом) месте находился славянский посёлок. Раскопки 2001—2003 годов, произведённые Подмосковной археологической экспедицией Института археологии РАН, обнаружили возвышенный останец возле старицы реки Яхромы и различные предметы быта на его территории. Наиболее ранние находки относились к X веку. В дальнейшем, в середине XII века при увеличении вала и рва на месте уже существующих укреплений, в территорию Дмитровского кремля попадают и заболоченные участки, примыкающие с севера.
Крепость как минимум семь раз разрушалась противником: сожжена киевским князем Святославом в 1181 году, разорена монголо-татарскими войсками Батыя в 1238, Дюденя в 1293, Тохтамыша в 1382 и Едигея в 1408 годах, а в 1373 г. разрушена тверским князем Михаилом Александровичем. В 1610 году деревянный кремль сожжён войсками Сапеги и Лисовского и больше не восстанавливался в связи с утратой крепостью оборонительного значения.

В 1301 г. в Дмитровском кремле встретились четверо русских князей: Владимиро-Суздальский великий князь Андрей Александрович, Московский князь Даниил Александрович (младший брат предыдущего), Тверской князь Михаил Ярославич (двоюродный брат Андрея и Даниила) и Переяславский князь Иван Дмитриевич (родной племянник Андрея и Даниила, двоюродный племянник Михаила). 
Бысть съезд всем князем в Дмитрове о княжениях и бысть молва велия.
 — повествует летопись. Мирные переговоры увенчались лишь частичным успехом: три старших князя заключили военный союз, Иван же Переяславский не пожелал к нему присоединиться, ввиду своих крайне неприязненных отношений с Михаилом Тверским… Четыре княжеские короны, изображённые в нижней части Дмитровского герба (данного городу в 1781 г.) — память об этом съезде: 
Герб города Дмитрова представляет в верхней части щита герб Московский, а в нижней — четыре княжеские короны в горностаевом поле, в память бывшего в оном городе знаменитого четырёх Российских князей съезда.
В 1310—1334 годах Дмитровский кремль был резиденцией первого Дмитровского удельного князя Бориса Давыдовича.
В 1388 году в Дмитровском кремле родился сын тогдашнего удельного князя Дмитровского и Серпуховского Владимира Андреевича Храброго — Ярослав. Это был второй (после Дмитрия-Всеволода Юрьевича) князь, рождённый в Дмитрове. Возможно, именно в связи с его рождением, в Дмитрове в тот же год был основан Борисо-Глебский монастырь, наречённый в честь Св. князей Бориса и Глеба Владимировичей. Св. князь Борис был небесным покровителем первого удельного князя Дмитровского Бориса Давыдовича. При этом, есть все основания полагать, что отдавая дань уважения Борису Давыдовичу, Владимир Андреевич планировал сделать Ярослава-Афанасия третьим Дмитровским князем (чему, однако ж, не суждено было осуществиться).
В «Росписи города Дмитрова» 1647 года сохранились сведения о девяти деревянных башнях (из которых две были проезжими), существовавших в крепости до разрушения, их названиях и расположении.

### События Смутного времени
После неудачной осады Троицкого монастыря 6 февраля 1610 года войска Яна Сапеги отступили к Дмитрову. Скопин-Шуйский атаковал Дмитровский посад и тогда Сапега затворился в Дмитровском кремле. 23 февраля в кремль прибыла Марина Мнишек. Затем войска Скопина-Шуйского начали осаду Дмитровского кремля и Марина удалилась в сторону Калуги. Лишённый поддержки Сапега тоже вынужден был отступить из Дмитрова, причем кремль был сожжён, а имевшиеся артиллерийские орудия разбиты. На территории кремля найдены многочисленные археологические свидетельства пребывания интервентов — поляков и литовцев.

## Изучение
Первые рекогносцировочные раскопки были проведены О. Н. Бадером в 1930—1931 годах.
В 1933—1934 годах кремль исследовался отрядом экспедиции Московского отделения ГАИМК (ныне Институт археологии РАН) под руководством Н. П. Милонова по программе исследования территорий, прилегающих к трассе канала Москва — Волга. В Дмитровском кремле было исследовано более 800 квадратных метров.
Новые раскопки были проведены в начале 1990-х годов под руководством С. А. Болелова и в 1997 году под руководством О. И. Хижнякова и В. Н. Карасёва.
Раскопки 2001—2003 годов, произведённые Подмосковной археологической экспедицией Института археологии РАН, обнаружили следы быта славянского посёлка с первоначальными укреплениями на территории современного кремля и различные предметы быта на его территории. Наиболее ранние находки относились к X веку.
К настоящему моменту археологами исследовано более 1500 квадратных метров различных участков Дмитровского кремля.